# Laura Karpman
Laura Anne Karpman (Los Angeles, 1 maart 1959) is een Amerikaanse componiste van voornamelijk film, televisie, computerspel, theater en de concertzaal. Ze heeft vijf Emmy Awards gewonnen voor haar werk.

## Levensloop
Karpman is afgestudeerd aan de Universiteit van Michigan en Juilliard School. Haar composities zijn gemaakt in opdracht van de Los Angeles Opera, American Composers Orchestra en Tsjechisch Filharmonisch Orkest. Karpman's Grammy-winnende album Ask Your Mama ging in première in Carnegie Hall op 16 maart 2009, met optredens van Jessye Norman, Cassandra Wilson en The Roots.
In 2016 werd Karpman de eerste vrouw die werd gekozen in de muziektak van de raad van bestuur van de Academy of Motion Picture Arts and Sciences. Haar bekende soundtracks zijn de muziek voor de televisieserie Ms. Marvel en de film The Marvels.

## Filmografie
| Jaar | Titel                            | Opmerkingen                         |
| ---- | -------------------------------- | ----------------------------------- |
| 1995 | Lover's Knot                     |                                     |
| 1998 | Break Up                         |                                     |
| 1998 | Restless                         |                                     |
| 1999 | The Annihilation of Fish         |                                     |
| 2002 | Fish Don't Blink                 |                                     |
| 2004 | Girl Play                        |                                     |
| 2004 | The Last Run                     |                                     |
| 2005 | The Sandlot 2                    |                                     |
| 2007 | Man in the Chair                 |                                     |
| 2007 | Out at the Wedding               |                                     |
| 2008 | Center Stage: Turn It Up         |                                     |
| 2009 | The Tournament                   |                                     |
| 2010 | Nothing Special                  |                                     |
| 2013 | Black Nativity                   | met Raphael Saadiq                  |
| 2016 | Bonjour Anne                     |                                     |
| 2017 | Green Days by the River          |                                     |
| 2018 | Step Sisters                     | met Patrick Denny en Raphael Saadiq |
| 2018 | Set It Up                        |                                     |
| 2019 | Miss Virginia                    |                                     |
| 2020 | Love Is Love Is Love             |                                     |
| 2021 | Senior Moment                    |                                     |
| 2021 | Resort to Love                   |                                     |
| 2023 | American Fiction                 |                                     |
| 2023 | The Marvels                      |                                     |
| 2025 | Captain America: Brave New World |                                     |

## Overige producties

### Computerspellen
| Jaar | Titel                            | Opmerkingen              |
| ---- | -------------------------------- | ------------------------ |
| 2004 | EverQuest II                     |                          |
| 2005 | EverQuest II: The Splitpaw Saga  |                          |
| 2006 | EverQuest II: Kingdom of Sky     |                          |
| 2006 | Field Commander                  |                          |
| 2006 | EverQuest II: The Fallen Dynasty |                          |
| 2006 | EverQuest: Prophecy of Ro        |                          |
| 2006 | Untold Legends: Dark Kingdom     |                          |
| 2007 | EverQuest: The Buried Sea        |                          |
| 2011 | Kung Fu Panda 2                  |                          |
| 2011 | Kinect Disneyland Adventures     |                          |
| 2012 | Guardians of Middle-Earth        | met Inon Zur             |
| 2014 | Project Spark                    |                          |
| 2024 | What If...? - An Immersive Story | met Nora Kroll-Rosenbaum |

### Televisiefilms
| Jaar | Titel                                                                                            | Opmerkingen              |
| ---- | ------------------------------------------------------------------------------------------------ | ------------------------ |
| 1989 | My Brother's Wife                                                                                |                          |
| 1991 | The Sitter                                                                                       |                          |
| 1992 | The Broken Cord                                                                                  |                          |
| 1992 | Doing Time on Maple Drive                                                                        |                          |
| 1992 | A Child Lost Forever: The Jerry Sherwood Story                                                   |                          |
| 1993 | Based on an Untrue Story                                                                         |                          |
| 1993 | Shameful Secrets                                                                                 |                          |
| 1993 | A Mother's Revenge                                                                               |                          |
| 1994 | Moment of Truth: To Walk Again                                                                   |                          |
| 1994 | Moment of Truth: Broken Pledges                                                                  |                          |
| 1994 | Moment of Truth: Cult Rescue                                                                     |                          |
| 1995 | Abandoned and Deceived                                                                           |                          |
| 1995 | If Someone Had Known                                                                             |                          |
| 1996 | A Promise to Carolyn                                                                             |                          |
| 1996 | A Stranger to Love                                                                               |                          |
| 1996 | Blue Rodeo                                                                                       |                          |
| 1998 | Labor of Love                                                                                    |                          |
| 1998 | Emma's Wish                                                                                      |                          |
| 1999 | Dash and Lilly                                                                                   |                          |
| 1999 | Brotherhood of Murder                                                                            |                          |
| 2000 | Run the Wild Fields                                                                              |                          |
| 2000 | Frankie & Hazel                                                                                  |                          |
| 2000 | Love Lessons                                                                                     |                          |
| 2000 | The Moving of Sophia Myles                                                                       |                          |
| 2001 | The Princess & the Marine                                                                        |                          |
| 2001 | Within These Walls                                                                               |                          |
| 2001 | Surviving Gilligan's Island: The Incredibly True Story of the Longest Three Hour Tour in History |                          |
| 2002 | Scared Silent                                                                                    |                          |
| 2002 | Carrie                                                                                           |                          |
| 2003 | More Than Meets the Eye: The Joan Brock Story                                                    |                          |
| 2004 | Reversible Errors                                                                                |                          |
| 2005 | Fathers and Sons                                                                                 |                          |
| 2007 | What If God Were the Sun?                                                                        |                          |
| 2009 | Ace Ventura: Pet Detective Jr.                                                                   |                          |
| 2010 | Sins of the Mother                                                                               |                          |
| 2011 | Innocent                                                                                         |                          |
| 2012 | Left to Die                                                                                      |                          |
| 2015 | A Christmas Melody                                                                               |                          |
| 2016 | Toni Braxton: Unbreak My Heart                                                                   |                          |
| 2017 | Love by the 10th Date                                                                            | met Raphael Saadiq       |
| 2019 | Adam & Eve                                                                                       | met Nora Kroll-Rosenbaum |

### Televisieseries
| Jaar | Titel                        | Opmerkingen                            |
| ---- | ---------------------------- | -------------------------------------- |
| 1990 | WIOU                         | met Gary Chang en Jay Ferguson         |
| 1994 | A Century of Women           |                                        |
| 1995 | A Woman of Independent Means |                                        |
| 2002 | Taken                        |                                        |
| 2002 | Odyssey 5                    | 2002-2003                              |
| 2006 | In Justice                   |                                        |
| 2007 | Masters of Science Fiction   | met John Frizzell en John Van Tongeren |
| 2016 | Underground                  | met Raphael Saadiq, 2016-2017          |
| 2019 | L.A.'s Finest                | met Raphael Saadiq                     |
| 2020 | Lovecraft Country            | met Raphael Saadiq                     |
| 2021 | What If...?                  | met Nora Kroll-Rosenbaum, 2021-2024    |
| 2022 | Ms. Marvel                   |                                        |
| 2022 | From Scratch                 | met Raphael Saadiq                     |
| 2022 | 61st Street                  | 2022-2023                              |

### Documentaires
| Jaar | Titel                                                       | Opmerkingen              |
| ---- | ----------------------------------------------------------- | ------------------------ |
| 1990 | Rita Hayworth: Dancing Into the Dream                       |                          |
| 1994 | The Wonderful World of Disney: 40 Years of Television Magic |                          |
| 1997 | The Mysterious World: Search for Ancient Technology         | met Dana Kaproff         |
| 1999 | Climb Against the Odds                                      |                          |
| 2001 | Egypt Beyond the Pyramids                                   |                          |
| 2002 | Egypt Land of the Gods                                      |                          |
| 2009 | Whiz Kids                                                   |                          |
| 2009 | The Butch Factor                                            |                          |
| 2011 | Something Ventured                                          |                          |
| 2011 | Extraordinary Moms                                          |                          |
| 2011 | The Naked Option: A Last Resort                             |                          |
| 2013 | The Galapagos Affair: Satan Came to Eden                    |                          |
| 2014 | Regarding Susan Sontag                                      |                          |
| 2014 | States of Grace                                             |                          |
| 2015 | Code: Debugging the Gender Gap                              | met Nora Kroll-Rosenbaum |
| 2015 | The State of Marriage                                       |                          |
| 2016 | The Cinema Travellers                                       |                          |
| 2017 | Step                                                        | met Raphael Saadiq       |
| 2017 | The Reagan Show                                             |                          |
| 2018 | 93Queen                                                     |                          |
| 2018 | Inventing Tomorrow                                          |                          |
| 2018 | Every Act of Life                                           |                          |
| 2018 | Phil's Camino: So Far, So Good                              |                          |
| 2018 | Rachels Rettungsdienst: Ultraorthodoxe Jüdinnen im Einsatz  |                          |
| 2019 | Sid & Judy                                                  |                          |
| 2020 | Paper Children                                              |                          |
| 2020 | Not Done                                                    |                          |
| 2021 | Pray Away                                                   |                          |
| 2022 | Epic Bill                                                   |                          |
| 2022 | A Tree of Life: The Pittsburgh Synagogue Shooting           |                          |
| 2022 | In the Company of Rose                                      |                          |
| 2023 | Justice                                                     |                          |
| 2023 | Rock Hudson: All That Heaven Allowed                        |                          |

### Documentaire series
| Jaar | Titel                                      | Opmerkingen              |
| ---- | ------------------------------------------ | ------------------------ |
| 1993 | World of Discovery                         | 1993-1994                |
| 1996 | Sex, Censorship and the Silver Screen      |                          |
| 1997 | The Living Edens                           | 1997-2003                |
| 1999 | Journey Into Amazonia                      |                          |
| 1999 | Nature                                     | 1999-2002                |
| 2007 | American Masters                           |                          |
| 2007 | Craft in America                           | 2007-2023                |
| 2010 | Turmoil & Triumph: The George Shultz Years | met Nora Kroll-Rosenbaum |
| 2019 | Why We Hate                                |                          |
| 2024 | You Are What You Eat: A Twin Experiment    |                          |

## Prijzen en nominaties

### Academy Awards
| Jaar | Titel            | Categorie        | Uitslag     |
| ---- | ---------------- | ---------------- | ----------- |
| 2024 | American Fiction | Beste filmmuziek | Genomineerd |

### Emmy Awards
| Jaar | Titel                                | Categorie | Uitslag     |
| ---- | ------------------------------------ | --- | ----------- |
| 1998 | The Living Edens                     | Beste prestatie in een ambacht in nieuws- en documentaireprogrammering - muziek (voor "Patagonia: Life at the End of the Earth")                                                | Gewonnen    |
| 1998 | The Living Edens                     | Beste prestatie in een ambacht in nieuws- en documentaireprogrammering - muziek (voor "Manu: Peru's Hidden Rain Forest")                                                        | Gewonnen    |
| 1998 | The Living Edens                     | Beste prestatie in een ambacht in nieuws- en documentaireprogrammering - muziek (voor "Denali: Alaska's Great Wilderness")                                                      | Gewonnen    |
| 1999 | The Living Edens                     | Beste prestatie in een ambacht in nieuws- en documentaireprogrammering - muziek (voor "Madagascar: A World Apart")                                                              | Gewonnen    |
| 2000 | The Living Edens                     | Beste prestatie in een ambacht in nieuws- en documentaireprogrammering - muziek (voor "Palau: Paradise of the Pacific")                                                         | Genomineerd |
| 2000 | The Living Edens                     | Beste prestatie in een ambacht in nieuws- en documentaireprogrammering - muziek (voor "Costa Rica: Land of Pure Life")                                                          | Genomineerd |
| 2001 | The Living Edens                     | Beste individuele prestatie in een ambacht: muziek - componisten (inclusief arrangeurs) en regisseurs (inclusief dirigenten) (voor "Kamchatka: Siberia's Forbidden Wilderness") | Genomineerd |
| 2002 | The Living Edens                     | Beste individuele prestatie in een ambacht: muziek en geluid (voor "Costa Rica: Land of Pure Life")                                                                             | Genomineerd |
| 2003 | Odyssey 5                            | Beste muziekcompositie voor een serie (dramatisch achtergrondmuziek) (voor "The Pilot")                                                                                         | Genomineerd |
| 2003 | The Living Edens                     | Beste individuele prestatie in een ambacht: muziek en geluid (voor "Big Sur: California's Wild Coast")                                                                          | Genomineerd |
| 2008 | Masters of Science Fiction           | Beste muziekcompositie voor een miniserie, film of special (originele dramatische partituur) (voor "Jerry Was a Man")                                                           | Genomineerd |
| 2008 | Craft in America                     | Beste individuele prestatie in een ambacht: muziek en geluid | Genomineerd |
| 2020 | Why We Hate                          | Beste titelmuziek | Genomineerd |
| 2020 | Why We Hate                          | Beste muziekcompositie voor een documentaireserie of special (originele dramatische partituur) (voor "Tools & Tactics")                                                         | Gewonnen    |
| 2021 | Lovecraft Country                    | Beste muziekcompositie voor een serie (originele dramatische partituur) (voor "Rewind 1921")                                                                                    | Genomineerd |
| 2023 | Ms. Marvel                           | Beste titelmuziek | Genomineerd |
| 2023 | Ms. Marvel                           | Beste muziekcompositie voor een beperkte of anthologiereeks, film of special (originele dramatische partituur) (voor "Time and Again")                                          | Genomineerd |
| 2024 | Rock Hudson: All That Heaven Allowed | Beste muziekcompositie voor een documentaireserie of special (originele dramatische partituur)                                                                                  | Genomineerd |

### Grammy Awards
| Jaar | Titel            | Categorie                                     | Uitslag     |
| ---- | ---------------- | --------------------------------------------- | ----------- |
| 2025 | American Fiction | Beste partituur soundtrack voor visuele media | Genomineerd |